# توکارنگا (شهرستان سانوک)
توکارنگا (به لهستانی:  Tokarnia) یک روستا در لهستان است که در گمینا بوکووسکو واقع شده‌است. توکارنگا ۴٫۸ کیلومتر مربع مساحت و ۲۰۰ نفر جمعیت دارد و ۲۷۰ متر بالاتر از سطح دریا واقع شده‌است.